# 巴爾幹戰役
巴爾幹戰役是在義大利入侵希臘之後的一連串戰役。

## 序幕 — 義大利入侵阿爾巴尼亞
第一次世界大戰後，鄂圖曼土耳其帝國及奧匈帝國完全崩潰，阿爾巴尼亞人尋求義大利王國保護以對抗她的敵人。
1919年，當美國總統伍德羅·威爾遜有關由阿爾巴尼亞鄰國共同瓜分阿爾巴尼亞的計劃被歐洲列強否決後，阿爾巴尼亞的領土完整在巴黎和會 (1919年)上得到確認。
但是，1925年後，義大利獨裁者貝尼托·墨索里尼尋求支配阿爾巴尼亞
阿爾巴尼亞在1928年變成一個由佐格一世統治的王國，佐格之前是一個部落首長及阿爾巴尼亞總理，索古未能擺脫義大利對在阿爾巴尼亞國內事務的控制。
1939年4月7日，墨索里尼的軍隊佔領了阿爾巴尼亞、廢黜佐格及將阿爾巴尼亞變成義大利殖民地。

## 希臘-義大利戰爭
9當第二次世界大戰爆發時，希臘首相揚尼斯·梅塔克薩斯表示要保持中立，但是，希臘受到來自義大利方面越來越大的壓力，1940年8月15日達到最高峰，當日義大利潛艇德菲爾諾號的魚雷擊中希臘巡洋艦埃利號， 墨索里尼因为納粹領袖希特勒沒有詢問他的戰爭政策而感到恼怒，并希望建立其獨立性，[b]及希望通過對希臘（一個他认为很容易戰勝的國家）的戰爭勝利配合德國在軍事上的成功。1940年10月15日，墨索里尼及其顧問決定入侵希臘[c]，10月28日早上，義大利大使加薩斯·埃魯紐馬爾向梅塔克薩斯提交只有3個小時的最後通牒，要求容許義大利軍隊進入希臘國土內以佔領一些戰略要地，梅塔克薩斯拒絕接受最後通牒（为了纪念拒絕接受最後通牒，这一天被作為希臘的全国性节日-Okhi Day），但在他拒絕前，義大利軍隊已經通過接壤阿爾巴尼亞的邊境入侵希臘[d]，主攻方向指向約阿尼納市附近的品都斯山脉，初期有一些進展，意军越過卡拉斯提爾河，但很快被擊退及逐回阿爾巴尼亞。在3個星期內，希臘境內的入侵者被清除，希軍乘勝追擊，意軍雖然易帥及大舉增援，但阿爾巴尼亞南部山區仍然落入希軍手中。

## 德國的干預
希特勒在1940年11月4日決定介入，這天是英國軍隊進駐克里特島及米科諾斯島4天後。元首命令將領們籌備一個經羅馬尼亞及保加利亞入侵希臘北部的攻勢計劃，他的計劃是其彻底瓦解英國在地中海的勢力之一部份。11月12日，德國國防軍最高統帥部發出第18號命令，在第2年1月進攻直布羅陀及希臘。但是，1940年12月，當西班牙獨裁者弗朗西斯科·佛朗哥拒絕參加進攻直布羅陀的行動後，德國重新考慮其在地中海的計劃。結果，德國在歐洲南部的軍事行動被限於進攻希臘，1940年12月13日，國防軍最高統帥部發出第20號命令，行動代號為“馬莉塔”，計劃在1941年3月攻佔愛琴海北部海岸，如有需要，亦計劃攻佔整個希臘本土。當3月27日南斯拉夫政府突然发生政變後，希特勒召集其參謀召開緊急會議，命令緊急草擬進攻南斯拉夫的軍事行動，同時對進攻希臘的行動作出修改，4月6日，希臘及南斯拉夫同時遭受進攻。

## 入侵南斯拉夫
1941年3月25日，南斯拉夫加入軸心國，導致首都貝爾格萊德爆發政變，保羅攝政王被罷免，政府也倒台了，新政府拒絕批准三國同盟條約，27日，憤怒的希特拉下令在4月6日執行「25號作戰」入侵南斯拉夫，這導致後來入侵蘇聯的巴巴羅薩計劃執行日期從5月15日推遲到6月22日。
4月6日，德國入侵南斯拉夫。4月10日下午4點10分，在德軍即將佔領薩格勒布之際，烏斯塔沙副領袖在該城宣布「復活」克羅地亞獨立國，德軍隨後進入該城。4月11日，意大利和匈牙利也加入了入侵
4月12日，7名德軍進入貝爾格萊德，並向市長聲稱（實際上並不是）德軍主力已在貝爾格萊德城外，只要一聲令下就可以進城。於是當天下午6時45分，市長無奈和貝爾格萊德1300名守軍向那7名德軍投降。
4月17日，南斯拉夫軍隊簽署無條件投降協定，同一天，軸心國佔領了南斯拉夫全境，隨後，南斯拉夫領土被軸心國瓜分。

## 進入希臘
希臘戰役（亦叫瑪莉塔作戰）是第二次世界大戰中在希臘本土及阿爾巴尼亞南部的戰爭，戰爭是由同盟國（希臘及大英國協）與軸心國（納粹德國、義大利王國及保加利亞王國）之間對壘，包括克里特島戰役及數次海上戰役，希臘戰役被認為是第二次世界大戰中巴爾幹戰場的大愛琴海部份。
希臘戰役一向被認為是希臘-義大利戰爭的延續，這場戰爭是義大利軍隊從1940年10月28日攻打希臘開始，在數個星期內義大利人被驅逐出希臘及希臘軍隊攻佔了阿爾巴尼亞南部大片領土，1941年3月，義大利的主要反攻失敗，德國向其盟友出手援助，瑪莉塔作戰在1941年4月6日開始，大批德國軍隊經保加利亞入侵希臘以保障其南翼，希臘及英國聯軍頑強抵抗，但最终因人數及裝備上的劣勢而最後潰敗，雅典在4月27日陷落，不過，大英國協撤出了軍隊大约50,000人，[a] 希臘的戰事在伯羅奔尼撒的卡拉馬塔陷落後以德國完全勝利而結束；整個戰事持續24天。不過，無論德國及同盟國高層均對希臘士兵的勇敢表示欽佩。

## 攻陷雅典
當棄守溫泉關後，英軍從南面的底比斯撤退，這是除雅典外唯一仍在盟軍手中的地區，第2裝甲師的一個摩托化營渡過優卑亞島後攻佔哈尔基斯港，之後退回本土，他們的任務是側翼包圍撤退中的英軍，這個摩托化營只遭遇到微弱抵抗及在1941年4月27日早上，第一個德軍士兵進入雅典，後面有大批裝甲車、坦克及步兵跟隨，他們取得了大批物資包括石油、汽油及潤滑劑，數千噸的彈藥、十輛載滿糖果的貨車及相等於十輛貨車的其他物資加上各種其他裝備、武器及藥物，雅典的居民在數天前已預計德軍將會入城、緊閉窗戶及留在家中，之前一天的晚上雅典電台作出如下宣佈：

你們正在聽著的是希臘之音，希臘人，堅定的、驕傲的及有尊嚴的站起來，你們必須證明你們自己在歷史中的價值，我軍的英勇及勝利已經被確認，我們正確的理想亦將會被實現，我們正直的執行職責，朋友們! 希臘將存在我們心中、我們軍隊的靈魂及最後勝利之火鼓舞我們生存，希臘將會再生及更加強大，因為軍隊正直的為生存及自由而戰，兄弟們! 充滿勇氣及毅力，大膽的戰鬥，我們將會排除萬難，希臘人! 只要希臘存在我們心中，我們必定能驕傲的及有尊嚴的站起來，我們已經是一個正直的國家及有勇敢的士兵。

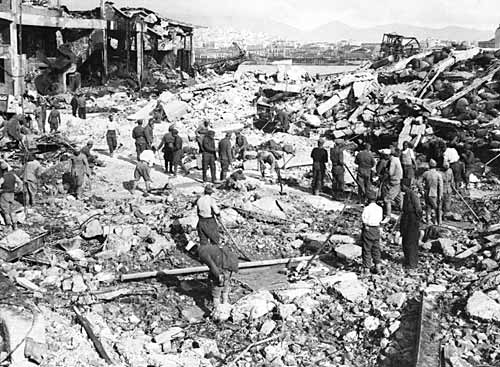
1941年4月6日，受德軍轟炸破壞的比雷埃夫斯（在坎培拉的澳大利亞戰爭檔案）

德軍直接到達雅典衛城及升起納粹旗幟，根據很多目擊者說，希腊精銳步兵部隊除下希臘國旗後拒絕交給入侵者及從雅典衛城跳下，無論這個故事是否真的，很多希臘人相信及視這些士兵為烈士。

## 保加利亞的參與
1941年4月6日時，儘管3月1日正式加入軸心國，保加利亞政府在入侵南斯拉夫和希臘之戰過程中的初始階段在軍事上只保持被動。德國、意大利和匈牙利軍隊肢解了南斯拉夫時，保加利亞人仍然站在一邊。南斯拉夫政府於4月17日投降。而希臘政府一直堅持至4月30日。 直至4月20日，保加利亞終於採取主動。保加利亞軍隊進入希臘領土，收復第一次世界大戰時往愛琴海的出海口色雷斯。此外，保加利亞軍隊佔領了希臘東馬其頓省和塞爾維亞東部，令所謂的發達河省被保加利亞和意大利瓜分。

## 克里特島登陸戰
克里特島戰役（德文：Luftlandeschlacht um Kreta; 希臘文：Μάχη της Κρήτης）是第二次世界大戰中爆發于希臘克里特島的戰事。战斗開始於1941年5月20日早上，德国發動代號“水星行動”（德文：Unternehmen Merkur）的军事行動，空降入侵克里特島。防守該島的为希臘抵抗军及盟軍。
經過首天的戰鬥，德軍承受了极高的傷亡，却沒有達到任何一個战略目標。第二天，由於盟军方面的通讯出現问题，导致盟軍指揮官无法及时掌握戰況，致使島上西面的馬萊邁機場落入德軍手中，令德軍得以大量空運增援部隊，在数量上压倒盟軍并最终完全控制克里特島。
克里特島戰役在三个方面都是空前的：它是历史上首次的大規模空降作戰；它是盟軍首次利用被破譯的德軍恩尼格瑪密碼機获取情報的作戰；它是德軍首次遭遇当地平民大规模抵抗的戰役。受到这次军事行动中空降部队的巨大傷亡影响，希特勒禁止德军今後任何大規模的空降作戰行动，盟軍却对空降兵的潛力印象深刻并开始積極組建自己的空降部队。

## 後果
直至1941年6月1日，整個阿爾巴尼亞、南斯拉夫和希臘都在軸心國的控制之下。 希臘被德義保三國佔領，和南斯拉夫被瓜分和佔領。義大利成功將其勢力範圍達到了巴尔干及加強義大利皇家海軍在地中海東部的行動，並隨後在1941年底重奪地中海制海權。德國已經取得了顯著的戰略優勢：直接可以到達地中海。 盟軍最高司令部擔心，克里特島和希臘將作為入侵埃及或塞浦路斯的“跳板”。然而在這次行動中，令原本計劃在五月入侵蘇聯的巴巴羅薩行動需要延遲，間接導致行動需繼續寒冬中進行而失敗。

### 抵抗運動

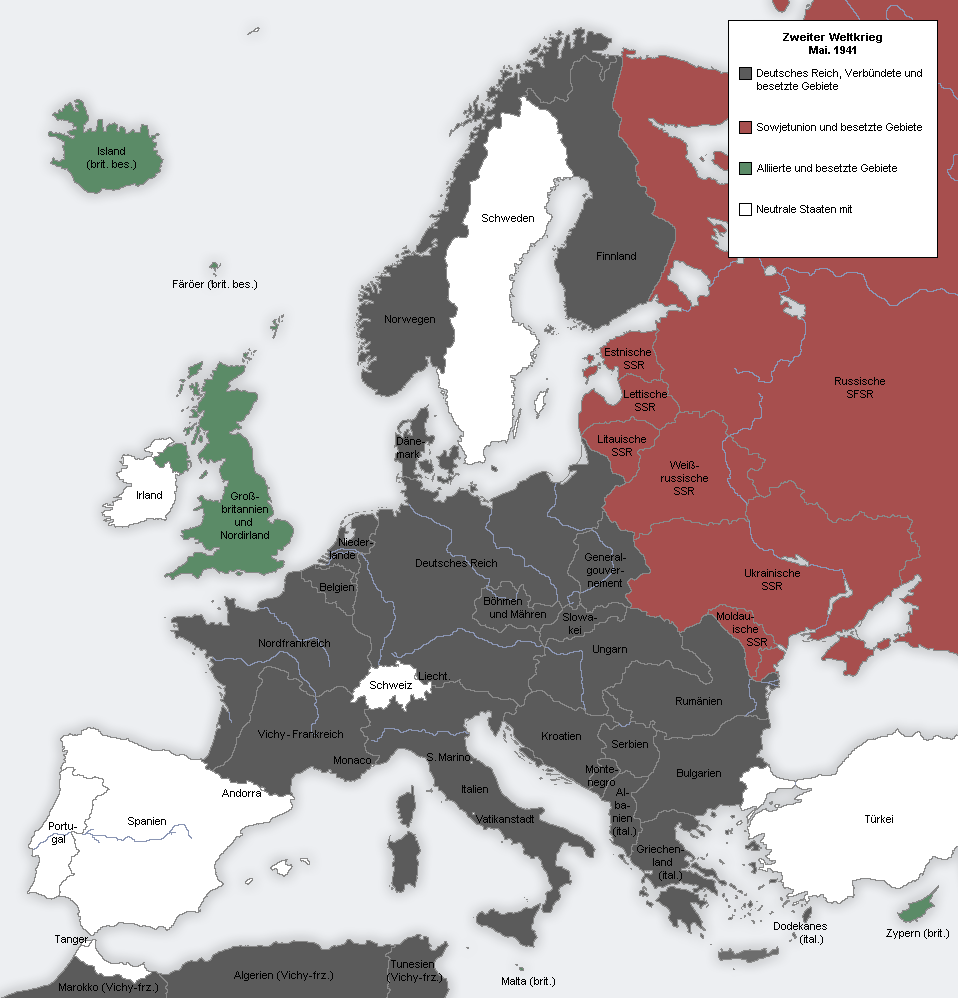
1941年5月至6月巴爾幹戰役至巴巴羅薩行動開始前歐洲的情勢

在整個戰爭的剩餘時間，南斯拉夫、希臘和阿爾巴尼亞抵抗運動非常活躍，迫使德國及其盟友在這三個國家長期派駐數十萬士兵，令他們未能被轉用在其他戰線。 特別是1943年以後在南斯拉夫，盟軍入侵的威脅和游擊隊的活動需要大規模的掃蕩行動，共有數個師參與，包括精英的裝甲和山地步兵單位。

### 多德卡尼斯群島戰役
在1943年意大利投降後爆發一個簡短的衝突，當昤英國和德國之間的一場比賽，以奪取被意大利佔領和具有重要戰略意義的多德卡尼斯群島。德軍很快就解除了在羅得島上意大利駐軍的威脅，但英國卻成功佔領薩摩斯島、萊羅斯島和科斯島。然而，德國人很快就能夠發動空中和海上攻擊，並使用特種部隊攻佔這些島嶼。

### 佔領結束及戰後之影響
1943年9月意大利投降後，德國軍隊接管了意大利在巴爾幹地區的領土。德軍在1944年從阿爾巴尼亞和希臘撤退。南斯拉夫在1945年戰爭結束時獲獨立。在希臘，抵抗運動內的敵對派系在德軍撤退後爆發內戰。而在阿爾巴尼亞和南斯拉夫，在戰爭結束後由共產主義勢力上台執政。

## 外部連結
- Summaries  （页面存档备份，存于）
- Timeline of the Balkans Campaign
- World War Two Online Newspaper Archives — The Invasion of the Balkans: Yugoslavia, Greece and Crete, 1940-1941
- U.S. Army — The German campaigns in the Balkans （页面存档备份，存于）
- World War II in the Balkans （页面存档备份，存于）